# Клеузович, Антон Александрович
Антон Александрович Клеузович (16 августа 1981, Моршанск, Тамбовская область, РСФСР, СССР) — российский футболист.

## Карьера
Воспитанник спортшколы «Трудовые резервы». Свою взрослую карьеру начал в Ногинске, где играл за местные команды «Мосэнерго» и «Автомобилист». После вылета ногинского клуба из профессионального футбола, Клеузович перешёл в «Псков-2000».
В 2004 году футболист выступал за казахстанскую команду Премьер-Лиги «Окжетпес».
Последним профессиональным коллективом у Клеузовича был московский «Титан». Свою карьеру защитник заканчивал в любительском клубе завода «ЗиО-Подольск».
Фитнес-тренер (инструктор тренажёрного зала) в клубе сети «Дон-Спорт».